# National Intelligence Agency (Nigeria)
Pour les articles homonymes, voir NIA.
La National Intelligence Agency (NIA) est le service de renseignements extérieur du Nigeria. Il a été établi le 5 juin 1986 par un décret du président Ibrahim Babangida[réf. nécessaire]. Son quartier général est à Abuja. 
Les autres services de renseignements du Nigeria sont :
- le State Security Service (SSS) ;
- la Defense Intelligence Agency (DIA).

## Directeurs généraux de la NIA
- Albert K. Horsfall (1986-1990)
- Haliru Akilu (1990-1993)
- Zakari Y. Ibrahim (1993-1998)
- Godfrey B. Preware (1998-1999)
- Uche O. Okeke (1999-2007)
- Emmanuel E. Imohe (à partir de 2007)